# Astragalus straussii
Astragalus straussii är en ärtväxtart som beskrevs av Joseph Friedrich Nicolaus Bornmüller. Astragalus straussii ingår i släktet vedlar, och familjen ärtväxter. Inga underarter finns listade i Catalogue of Life.